# Luis Alberto de la Vega
Luis Alberto de la Vega (* 23. März 1988) ist ein mexikanischer Eishockeyspieler, der seit 2014 erneut bei San Jeronimo in Mexiko unter Vertrag steht.

## Karriere
Luis Alberto de la Vega begann seine Karriere als Eishockeyspieler bei San Jeronimo. Als 2010 die semi-professionelle Liga Mexicana Élite gegründet wurde, wechselte er zu den Mayan Astronomers, einem der vier Gründungsclubs der Liga. Mit der Mannschaft aus Mexiko-Stadt gewann er zwar auf Anhieb die Hauptrunde, verlor jedoch die Endspielserie gegen den Lokalrivalen Teotihuacan Priests nach drei Spielen mit 1:2 Siegen (0:5, 5:4, 1:2). 2014 kehrte er zu San Jeronimo zurück.

### International
Im Juniorenbereich stand de la Vega für die mexikanische U18-Auswahl bei den U18-Weltmeisterschaften 2004 in der Division III und 2005 und 2006 in der Division II sowie mit der U20-Auswahl bei den Weltmeisterschaften der Division III 2004 und 2005 und der Division II 2006, 2007 und 2008 auf dem Eis.
Mit der Herren-Nationalmannschaft nahm de la Vega an den Weltmeisterschaften der Division II 2006, 2007, 2008, 2009, 2010, 2011, 2012, 2013, 2015, 2016, 2017 und 2018 teil. Zudem stand er bei den Pan-amerikanischen Eishockeyturnieren 2014 und 2015, bei denen er mit seinem Team jeweils den zweiten Rang belegte, 2017, das er mit Mexiko gewann, auf dem Eis. Außerdem vertrat er seine Farben beim Qualifikationsturnier für die Olympischen Winterspiele 2010 in Vancouver.

## Erfolge und Auszeichnungen
- 2004 Aufstieg in die Division II bei der U20-Weltmeisterschaft der Division III
- 2005 Aufstieg in die Division II bei der U20-Weltmeisterschaft der Division III
- 2017 Gewinn des pan-amerikanischen Eishockeyturniers